# Первая битва за Тикрит
Первая битва за Тикрит — битва за иракский город Тикрит после захвата города Исламским государством Ирака и Леванта (ИГИЛ) и Баасистскими лоялистами во время наступления на севере Ирака в 2014 году. Бой проходил с 26 по 30 июня 2014 года.
В начале июня 2014 года ИГИЛ взяло под контроль ряд городов на севере Ирака, в том числе Тикрит. Тикрит имеет символическое значение как родной город Саддама Хусейна, а также является административным центром провинции Саладин. Иракское правительство в ответ на это 26 июня начало воздушно-десантную операцию по возвращению города. Эта первоначальная атака была подкреплена наземным наступлением 28 июня. Бои продолжались 29 и 30 июня, но битва была победой повстанцев, а правительственные войска отступили 30 июня. Поражение совпало с провозглашением ИГИЛ всемирного халифата 29 июня.
Иракское правительство предприняло еще одну попытку вернуть город 15 июля, но снова потерпело поражение. ИГИЛ ответило нападением на соседнюю базу Спайкер 17 июля. Тикрит оставался под контролем ИГИЛ до Второй битвы за Тикрит в марте и апреле 2015 года.

## Фон
В декабре 2013 года столкновения с участием племенных ополченцев, иракских сил безопасности и Исламского государства в Ираке и Леванте (ИГИЛ) вспыхнули по всему западному Ираку. Затем, в январе 2014 года, боевики ИГИЛ успешно взяли под контроль Эль-Фаллуджу и Рамади, взяв под свой контроль большую часть мухафазы Анбар.
В начале июня повстанцы начали наступление на центральную и северную части Ирака. 10 июня Мосул пал под натиском ИГИЛ, что стало сокрушительным поражением, учитывая, что в городе находились 30 000 иракских военнослужащих и около 1500 боевиков ИГИЛ. Большинство солдат иракской армии отказались сражаться и бежали.
11 июня боевики ИГИЛ захватили Тикрит. На следующий день они убили более тысячи курсантов иракских ВВС в лагере Спайкер, в 8 милях к северо-западу от Тикрита.

## Битва

### Первое правительственное нападение
26 июня иракские правительственные силы начали воздушно-десантную атаку на Тикрит, когда три или четыре вертолета спецназа влетели на стадион университета Тикрита. Один из вертолетов был сбит и совершил аварийную посадку на стадионе, в то время как другой должен был провести аварийную посадку после перенесенной механической поломки. Экипаж второго вертолета, в состав которого входил ливанский пилот, был затем захвачен повстанцами. Ожесточенные бои развернулись вокруг университетского комплекса, а армейские снайперы расположились на высоких зданиях университетского комплекса. В первые часы штурма боевой вертолет ударил по больничному комплексу города. На следующий день спорадические столкновения продолжились в университете, когда обученные Ираном шиитские ополченцы были отправлены и сумели захватить контроль над высокими зданиями в Университетском районе.
28 июня боевые вертолеты на рассвете нанесли авиаудары по повстанцам, которые атаковали войска в университетском кампусе. К этому моменту город подвергался непрерывным авиаударам в течение трех дней, включая бочковые бомбы. В течение дня было начато полномасштабное наземное наступление с целью захвата города. Колонна войск двинулась из Самарры к Тикриту на север и к закату достигла окраины города. По словам генерал-лейтенанта Ахмеда Абу Рагхифа, еще одна колонна была направлена в сторону авиабазы Кэмп-Спайхер. Первоначально правительственные источники заявляли о захвате Тикрита, но на самом деле Тикрит оставался под контролем повстанцев, поскольку тяжелые бои продолжались на окраинах города в течение ночи. Вечером вертолеты нанесли удар по скоплению людей, готовящихся к свадебной церемонии в деревне Албу Хаяси, к востоку от Тикрита, убив четырех мирных жителей.
На следующий день войска отошли от Тикрита к соседнему городу Дижла, к югу от города, в попытке перегруппироваться после встречи жесткого сопротивления. Боевые действия также продолжались вблизи университета и вокруг авиабазы, которая, по сообщениям, перешла под контроль армии. Во время дневных боев еще один вертолет иракской армии был сбит над городом и разбился возле рынка, в то время как армия отправила танки, чтобы присоединиться к боям в университете. Представитель иракской армии заявил, что 70 боевиков были убиты в Тикрите за предыдущие 24 часа и что правительственные силы контролируют университет. Ни одно из утверждений не было подтверждено независимо. Позже сообщалось о ожесточенных столкновениях в районе примерно в 20 километрах от центра города, в сторону Самарры. Сообщается, что боевики продвинулись вперед, но были остановлены примерно в 10 километрах к югу от Тикрита. В тот же день ИГИЛ провозгласило себя всемирным халифатом.
30 июня правительственные войска попытались покинуть авиабазу и соединиться с войсками в университете, но потерпели неудачу после столкновения с сильным сопротивлением повстанцев в районе Эль-Деум. Представитель военного ведомства заявил, что правительственные войска сосредоточены в Самарре и вскоре предпримут еще одну попытку захватить Тикрит. Между тем, к югу от Тикрита армии удалось отбить город Мукайшифа в боях, в которых, по словам представителя армии, погибли 40 боевиков ИГИЛ.

### Второе нападение правительства
3 июля представитель иракской армии заявил, что военные восстановили контроль над городом Аль-Авджа, родиной Саддама Хусейна, недалеко от Тикрита. Однако позже в тот же день два полевых командира возразили ему и заявили, что боевые действия все еще продолжаются на периметре города и в самом Аль-Авдже.
За это время, войска отступили от университетского комплекса.
15 июля военные начали новое наступление на Тикрит из Эль-Авджи. Солдаты и ополченцы быстро вошли в город, поскольку боевики, как сообщается, отступали, и захватили городскую больницу. Вслед за этим иракское правительство готовилось объявить о победе в битве за город. Тем не менее, боевики ИГИЛ устроили засаду, и террористы-смертники, как сообщается, прыгали из окон в группы солдат. Правительственные войска отступили от города до захода солнца на четыре километра южнее под постоянным минометным и снайперским огнем. Несколько автомобилей сил безопасности были замечены брошенными, по крайней мере один из них сгорел. В боях погибли 52 военнослужащих и 40 боевиков.

### Нападение ИГИЛ на лагерь Спайкер
17 июля повстанцы начали штурм лагеря Спайкер, где, по оценкам, 700 правительственных солдат и 150 иранских или иракских шиитских ополченцев были осаждены после неудачной попытки отправить подкрепление на авиабазу. В штурме участвовали снайперы и террористы-смертники, и боевикам быстро удалось добраться до взлетно-посадочной полосы, после чего в бой вступил иракский спецназ. Базу обстреливали и обстреливали всю ночь. К следующему утру, согласно различным источникам, последний карман правительственных войск рухнул, и все правительственные войска были убиты, казнены или взяты в плен. Были убиты по меньшей мере 25-35 повстанцев. Иракские силы попытались спасти самолеты базы, вывезя их, но, по данным ИГИЛ, 8-9 вертолетов были уничтожены на земле или сбиты, а также несколько единиц бронетехники. Иракская армия опровергла утверждения о захвате базы солдатами с линии фронта, сообщив, что Спайкер все еще находится под их контролем, при этом только три солдата были убиты, один вертолет уничтожен и два повреждены. Житель Тикрита также сообщил о продолжающихся боях вокруг базы. Два дня спустя военные сообщили, что иракский спецназ вновь захватил базу.
Хотя Соединенные Штаты участвовали в сражении на иракской стороне, Washington Post написала, что некоторые иранские группы обвинили коалицию в бомбардировке проправительственного штаба в городе. В ответ посольство США в Багдаде распространило заявление, опровергающее эти обвинения.